# Линец, Александр Леонидович
Александр Леонидович Линец (род. 11 января 1963 года, станица Староминская, Краснодарский край, РСФСР, СССР) — российский государственный деятель. Начальник Главного управления специальных программ Президента Российской Федерации с 7 апреля 2015 года. Кандидат технических наук.

## Биография
Родился 11 января 1963 года в станице Староминской (ныне административный центр Староминского района).
В 1984 году окончил Орджоникидзевское высшее военное командное училище МВД СССР (позднее — Северо-Кавказский военный краснознаменный институт Внутренних войск МВД России, ликвидирован в 2011 году). С этого же года — на службе в воинских частях внутренних войск МВД СССР на офицерских должностях.
С 1986 года Линец — сотрудник органов госбезопасности. В 1999 году окончил Воронежский государственный университет. В начале 2000-х годов занимал должность заместителя начальника отдела ФСБ России 20-й гвардейской общевойсковой армии.
В 2006 году окончил Орловскую региональную академию государственной службы (ныне — Орловский филиал Российской академии народного хозяйства и государственной службы при Президенте Российской Федерации). В 2007 году в Воронежском государственном техническом университете защитил диссертацию на соискание степени кандидата технических наук (тема диссертационного исследования — «Модели для риск-анализа и организационно-правового обеспечения управления противодействием деструктивным операциям и атакам в региональном информационном пространстве»).
В 2014 году занимал должность начальника управления ФСБ России по Южному военному округу. Президентским указом от 7 апреля 2015 года назначен на должность начальника Главного управления специальных программ Президента Российской Федерации. 24 июня 2015 года вошёл в состав Военно-промышленной комиссии Российской Федерации.

## Награды
Линец удостоен ряда государственных наград.

## Личная жизнь
Женат и является отцом двоих детей.
Согласно информации агентства «ТАСС», сумма декларированного дохода Линеца за 2016 года составила 3 815 000 руб.; у супруги Линеца, согласно декларации, доходов не было. Как сообщало издание «Коммерсантъ», сумма декларированного дохода Линеца за 2018 год составила 5 422 454 руб.; у его супруги, согласно декларации, также доходов не было.

## Санкции
16 декабря 2022 года, на фоне вторжения России на Украину, включен в санкционный список стран Евросоюза и Швейцарии. 24 февраля 2023 года внесён в санкционный список Канады как «элита и близкий соратник режима».